# 失恋ベイビー
「失恋ベイビー」（しつれん－）は、日本のポップユニット“藤森慎吾とあやまんJAPAN”の楽曲。あやまんJAPANの3枚目のシングルとして、よしもとアール・アンド・シーより2011年10月5日に発売された。この歌は"藤森慎吾とあやまんJAPAN"と山田竜平によって書かれた失恋ソングである。アイドルグループAKB48を意識して制作された。

## 背景
この歌は発売は、2011年8月12日に行われた「夏あげモーション」の発売記念イベントで発表された。そして、同年9月8日に公式サイトで、正式に発表された。前作「夏あげモーション」に続くオリエンタルラジオの藤森慎吾とのコラボレーションシングルだが、藤森はこの作品があやまんJAPANとの活動の最終作になるだろうと語っている。
本作は、アイドルグループAKB48に敬意を込めて、同グループのヒット作を意識して制作された。イントロは、「ヘビーローテーション」に似せており、CDジャケットは『神曲たち』のパロディである。また、ダンスでは「Everyday、カチューシャ」を手がけた振付師WARNERを起用している。

## チャート成績
2011年10月4日付けの日本レコード協会による着うたフルのダウンロード数を集計したRIAJ有料音楽配信チャートで、初登場50位。10月17日付けのオリコン週間チャートで初登場及び最高56位。

## 収録曲
| 全作詞: 藤森慎吾とあやまんJAPAN。 |                                                       |                         |           |          |      |
| #                                 | タイトル                                              | 作詞                    | 作曲      | 編曲     | 時間 |
| 1.                                | 「失恋ベイビー」                                      | 藤森慎吾とあやまんJAPAN | 山田竜平  | 川端良征 | 4:42 |
| 2.                                | 「失恋ベイビー〜藤森慎吾合いの手ヴァージョン〜」      | 藤森慎吾とあやまんJAPAN | 山田      | 川端     | 4:42 |
| 3.                                | 「失恋ベイビー〜あやまんJAPAN合いの手ヴァージョン〜」 | 藤森慎吾とあやまんJAPAN | 山田      | 川端     | 4:42 |
| 4.                                | 「夏あげモーション〜おしゃPミックス〜」               | 藤森慎吾とあやまんJAPAN | 芳賀俊和  | PLASMO'  | 4:51 |
| 合計時間:                         | 合計時間:                                             | 合計時間:               | 合計時間: | 18:58    |      |

## チャート
| チャート（2011年）               | 最高 順位 |
| -------------------------------- | --------- |
| RIAJ有料音楽配信チャート         | 50        |
| オリコン週間                     | 56        |
| ビルボードJapanHot Singles Sales | 53        |

## 発売日一覧
| 地域 | 情報          | 規格                 |
| ---- | ------------- | -------------------- |
| 日本 | 2011年9月21日 | 着信音               |
| 日本 | 2011年9月28日 | 携帯端末向けフル配信 |
| 日本 | 2011年10月5日 | CD                   |